# Relações entre Brasil e Paraguai
As relações entre Brasil e Paraguai são de países vizinhos com fortes laços históricos, culturais e geográficos. A construção da Ponte Internacional da Amizade, da Usina Hidrelétrica de Itaipu e a assinatura do Tratado de Assunção são marcos de fortalecimento dos laços políticos, econômicos e diplomáticos.

## Contexto histórico

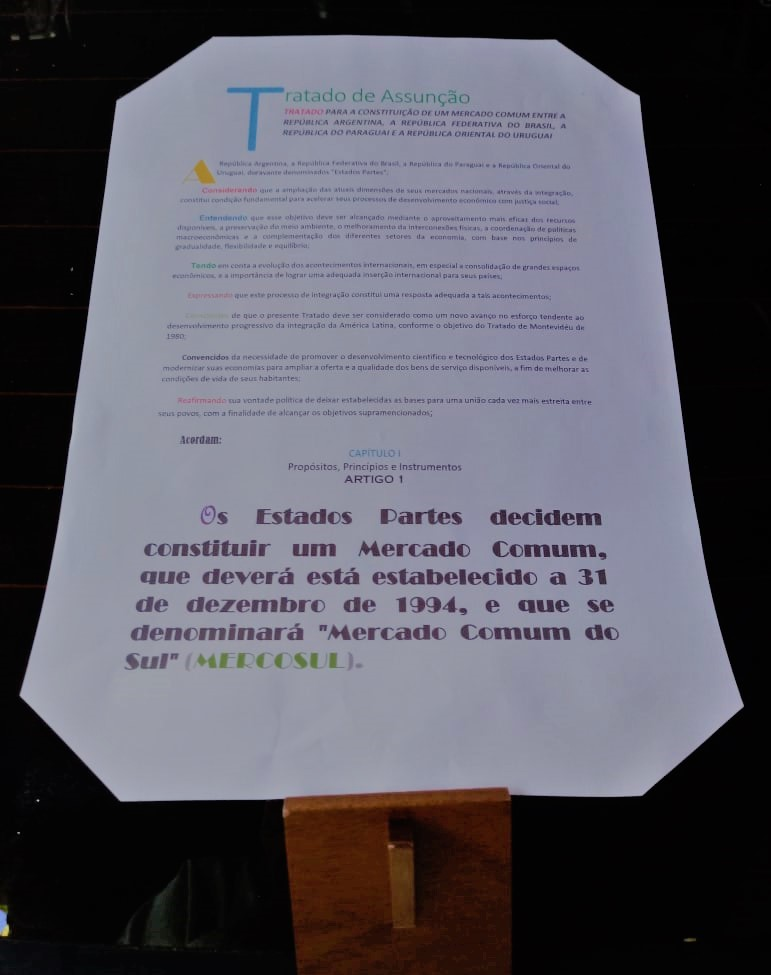
Preâmbulo com os considerandos inciais do tratado em português

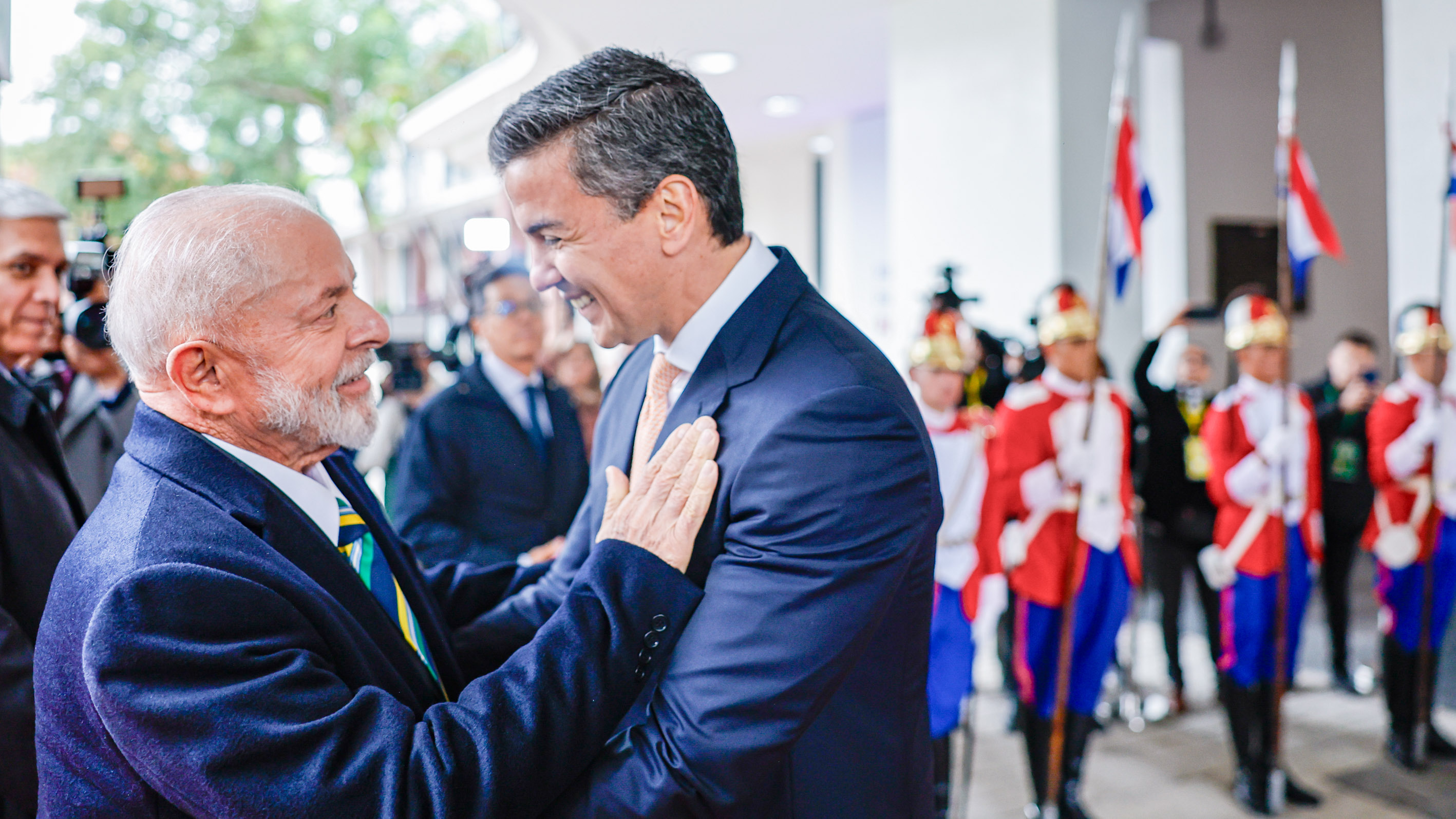
Presidente do Paraguai, Santiago Peña e o Presidente do Brasil, Luiz Inácio Lula da Silva, durante chegada ao Edifício Histórico do Porto de Assunção, onde participaram da Sessão Plenária do Mercosul, em julho de 2024.

As relações entre Brasil e Paraguai são marcadas por bons e maus momentos. Desde a Guerra da Tríplice Aliança até a construção da Usina Hidrelétrica de Itaipu, as relações bilaterais passaram por momentos pacíficos e conturbados. Todavia, ambos os países são parceiros fundamentais na América do Sul. Busca-se, portanto uma forma de integração, cooperação e aproximação nas áreas política, econômica, social e cultural. Brasil e Paraguai , além de serem membros do MERCOSUL, exercem papel importante também no setor econômico, uma vez que o Brasil se configura como o principal mercado para os produtos paraguaios e está entre seus principais fornecedores.
Durante o século XIX, o principal evento envolvendo os dois países foi, sem dúvida, a guerra da Tríplice Aliança, ou guerra do Paraguai. No ano de 1864, o presidente paraguaio Francisco Solano declarou guerra pelo Paraguai contra o Império do Brasil , conflito este que se estenderia até 1870. A partir deste momento, a política externa brasileira visou manter o Paraguai como aliado político, a fim de evitar seu desmantelamento e reafirmar sua soberania, uma vez que existia a possibilidade de anexação de terras paraguaias por parte da Argentina logo após o conflito. O governo Imperial buscou implementar medidas para realizar uma aproximação com o governo paraguaio por meio da assinatura de tratados, como o Tratado definitivo de Paz e Amizade Perpétua entre o Brasil e o Paraguai (substituído em 1900) e o Protocolo de Montevidéu, que ao envolver também Argentina e Uruguai , garantia a independência, soberania e integridade territorial do Paraguai .
Ao adentrar o século XX, pode ser destacada a primeira visita oficial de um chefe de Estado brasileiro ao Paraguai, quando Getúlio Vargas visitou o país em 1941. Pouco tempo depois, o presidente do Paraguai, Higinio Morínigo visitou o Brasil, em 1943. Todavia, o principal marco de aproximação efetiva entre os dois países é realizado nos governos dos presidentes Juscelino Kubitschek e Alfredo Stroessner que em 1956, assinaram tratado para a construção da Ponte Internacional da Amizade, inaugurada em 1965. Alguns anos depois, ocorreu o evento de maior destaque na relação bilateral: a assinatura do Tratado de Itaipu. A Usina Hidrelétrica tem gerado, desde sua inauguração em 1984, energia, empregos e esforços de cooperação na relação bilateral. Tal aproximação pode ser ratificada com as visitas dos presidentes Ernesto Geisel e João Figueiredo ao país, tradição seguida por Fernando Henrique Cardoso, Luiz Inácio Lula da Silva e Dilma Rousseff. Em 1991, é assinado o Tratado de Assunção, que dá origem ao Mercado Comum do Sul (MERCOSUL), organização criada com o intuito de promover uma integração econômica mais intensa entre os países da América do Sul.
Portanto, pode-se afirmar que as relações entre Brasil e Paraguai, compostas de diversas situações, permanecem, há mais de dois séculos, como uma das principais vias de negociação regional para ambos. No contexto geopolítico e econômico, as relações bilaterais entre esses países figuram como fundamentais na condução da política externa.

## O governo Stroessner e sua relação com o Brasil

### Antecedentes
Manter boas relações com o Paraguai foi na maior parte da experiência histórica desses dois vizinhos,  objetivo da política externa brasileira. Se analisarmos as relações do dois países no século XIX, vamos chegar a conclusão que, à exceção do obscuro momento da Guerra entre a Tríplice Aliança e Paraguai,  as relações diplomáticas entre os dois países foram amistosas. Como comprovação dessa relação amistosa, pode-se citar o fato de que o Brasil foi o primeiro Estado a reconhecer formalmente a independência do Paraguai, e mesmo agiu para que os países da Europa fizessem o mesmo. Parte dessa posição da política externa brasileira de manter boas relações com o Paraguai, advém de razões geopolíticas na região do rio da Prata. Uma vez que, era consenso entre autoridades do governo imperial brasileiro, que a Argentina teria como ambição formar um Estado que abrangesse toda a região que antes era o Vice-Reino do Rio da Prata, inclusive com a incorporação do Paraguai. Essa preocupação, para com a anexação do Paraguai pela Argentina, foi perdendo espaço entre os governantes brasileiros. Uma vez que o Paraguai havia se consolidando como um Estado nacional na América do Sul, e a Argentina já não cogitava tais pretensões. Entretanto, durante todo o século XX, foi alvo de preocupação entre os militares e governantes brasileiros a crescente influência argentina exercida no Paraguai. Essa preocupação deve ser entendida por meio da possibilidade que se tinha que em algum momento o Brasil entrasse em guerra com a Argentina. Uma vez que, ambos os países buscavam a hegemonia sobre a região do Rio da Prata. De forma que, em uma possível guerra com a Argentina, o Paraguai como aliado desta poderia facilitar o acesso ao território brasileiro, em uma região que o Brasil ficaria desfavorável, o Distrito Federal, região afastada dos centro econômicos, políticos e militares brasileiros.
Assim sendo, o Brasil procurou uma aproximação com o Paraguai ao mesmo tempo como tentou diminuir a influência da Argentina no país guarani. O Paraguai representou uma país estratégico para o Brasil, seja durante o século XIX, para impedir as pretensões de Buenos Aires de ampliar o território argentino, seja durante o século XX, com o objetivo de conquistar um aliado contra o seu principal concorrente no Rio da Prata, a Argentina.
Entretanto, a influência política exercida pelo Brasil  no Paraguai, conquistada  durante o século XIX, foi se deteriorando e chegou ao fim em 1904, quando aconteceu no Paraguai a revolução Liberal. A partir desse momento, os sucessivos governos paraguaios promovem um afastamento com o Brasil e por outro lado vão recorrer a uma aproximação com a Argentina. A Argentina vai então exercer uma influência massiva no Paraguai, e os sucessivos governos no Paraguai vão favorecer que se construa no País guarani uma dependência cultural, econômica e política com a Argentina.
A dependência do Paraguai com a Argentina, nas primeiras décadas do século XX, não foi favorável para a economia do país mediterrâneo. Pois o Paraguai, que não tinha saída para o mar, e que também não tinha estradas e nem ferrovias  para alcançar o litoral brasileiro, acabou por se encontrar refém dos embargos argentinos para a navegação do rio Paraguai, uma vez que a grande maioria das embarcações eram argentinas. Ainda, praticamente a única forma de o Paraguai escoar o seus  produtos era pelo porto de Buenos Aires. Dessa forma, a exportação paraguaia ficou refém dos embargos e condições impostas pela Argentina. Nesse contexto, o Paraguai que era um país pobre na América do Sul, com quase ou nenhum atrativo para investimentos externos. Sua população era majoritariamente agrária. Sua economia era agrária primitiva. O Paraguai que tinha precário sistema de esgoto em 1950, tinha poucas estradas para interligar o país, a maioria não era de asfalto, poucos parceiros comerciais. Enfim, somados a todos esses problemas, sua localização não favorecia o desenvolvimento do país e nem possibilitava negociações diretas com os grandes compradores do mercado mundial. Assim como o seu alinhamento com a Argentina e a falta de interesse de formular relações com o Brasil, não abria horizonte para mudanças e crescimento econômico.

Inauguração da Ponte da Amizade, entre Brasil e Paraguai, com os Presidentes Castelo Branco e Alfredo Stroessner, 1965. Arquivo Nacional.

Em 1920, entretanto, se percebe uma leve aproximação do governo paraguaio de Manuel Gondra para com o Brasil. Quando se começava a entender  que seria necessário uma política externa de equilíbrio entre os seus dois maiores vizinhos, o Brasil e a Argentina, para desse modo criar novas oportunidades para  a exportação dos produtos do  país guarani. Seguindo essa iniciativa, os sucessivos governos brasileiros e paraguaios tentaram dar continuidade a essa aproximação. Por variados motivos políticos, uma aproximação substancial só foi sentida na década de 1940. Quando o presidente José Félix Estigarribia fez uma visita ao Brasil, assim que foi eleito presidente do Paraguai. Nessa visita, Estigarribia se reuniu com ditador Getúlio Vargas, e decidiram sobre a construção da estrada que ligaria Assunção à fronteira com o Brasil. O seu sucessor na presidência, Higinio Morínigo, também visitou o Brasil. E assinou dez convênios de cooperação entre Brasil e Paraguai, entre eles o que liberava o porto de Santos para servir de escoamento para os produtos paraguaios.
Entretanto, em novo contexto político no Brasil, quando o general Eurico Gaspar Dutra vence nas eleições para presidente, a política externa brasileira é direcionada na defesa da democracia liberal. O que representava uma oposição ao governo paraguaio de Morínigo, que  tinha instaurado uma ditadura no país guarani. Morinigo então vai direcionar o Paraguai em uma afastamento em relação ao Brasil e orientou a política externa do país guarani na aproximação com a Argentina.  Durante o governo de seu sucessor, Federico Cháves (1949-1950) ocorreu uma forte influência argentina no Paraguai. Nesse período, foi articulado pelo presidente do Banco Central do governo Chávez, O líder colorado Epifanio Méndez Fleytas, uma acordo de integração econômica com a Argentina, o que resultava em uma união aduaneira entre o Paraguai e a Argentina. Os setores nacionalista do Partido Colorado por meio de tal acordo um ataque à soberania do país guarani. O acordo também encontrou opositores nos setores militar. Entre os principais contrários estava o comandante-em-chefe das Forças Armadas, Alfredo Stroessner. De forma que Stroessner liderou o movimento que depôs o presidente Chávez em 4 de maio de 1954. Posteriormente Stroessner, deixando a presidência provisória para o partido colorado,  se candidatou para a presidência na convenção do partido colorado. Como candidato único, Stroessner foi eleito em 11 de julho e tomou posse da presidência do Paraguai em 15 de agosto de 1950
Carece de fontes

### Características da Política Externa
A Política externa do Paraguai durante o período do governo do general Alfredo Stroessner (1954-1989)  é caracterizada por estratégias que pudessem oferecer ao Paraguai uma forma de superar as barreiras impostas pela sua posição geográfica mediterrânea. De forma que teve como objetivo atrair o capital externo para o desenvolvimento econômico do Paraguai. Dessa forma pode ser observado que Stroessner se coloca na posição de anticomunista  no contexto da guerra fria, para aproveitar e angariar recursos junto aos Estados Unidos da América para promover modernização no Paraguai.
É com o objetivo de estreitar as relações com outras nações e buscar novos horizontes para o mercado paraguaio que Alfredo Stroessner guia a diplomacia do país a partir de sua ascensão ao poder. Stroessner constatou que a dependência do Paraguai com a Argentina prejudicava o seu país política e economicamente, e a aproximação com o Brasil possibilitaria um forte aliado comercial, como também um meio de expandir o mercado paraguaio para outras regiões, através dos portos brasileiros. O ditador Stroessner sabia que para o seu regime se consolidar no poder era necessário crescimento econômico, atrair investimentos e recursos externos para modernizar a infraestrutura do país, assim como diminuir a pobreza latente da população paraguaia. Uma das políticas para alcançar tais objetivos foi a aproximação com o Brasil, país que tinha interesse em ser uma alternativa à Argentina. 
As relações Brasil-Paraguai foram se intensificando gradativamente, se tornando regular o contato entre Stroessner e o Presidente brasileiro Juscelino Kubitschek. Entretanto, as relações entre Brasil e Paraguai não foram positivas somente para os dois países, o foi também para a consolidação e manutenção do governo do general Stroessner. Sem contar o auxílio financeiro, foram várias as ocasiões em que o governo de Juscelino Kubitschek deu assistência em armamento ao ditador paraguaio, utilizado contra os guerrilheiros e opositores do regime.
Em setembro de 1957, o presidente Alfredo Stroessner visita o Rio de Janeiro pela primeira vez como chefe de Estado e é recebido com honras militares. Com este ato o ditador paraguaio buscava traçar um futuro de cooperação entre Brasil e Paraguai como também firmar aquilo que seus antecessores haviam iniciado − uma interação com o Brasil em detrimento da total dependência com a Argentina. As visitas de Strossner os Brasil, enquanto presidente do Paraguai, se tornaram uma prática política, que significou uma aproximação pragmática e contínua entre os dois países. Na ocasião da primeira visita, Strossner discursou na Câmara dos Deputados no feriado da Independência, dia 7 de Setembro. Sua fala contém elementos de gratidão, agradecimento e afeto, a fim de fortalecer a cooperação estabelecida pelo Brasil com o Paraguai. Segue abaixo transcrição do discurso de Strossner, contido no Diário do Congresso Nacional:
Honrado Sr. Presidente da Câmara dos Deputados; honrados srs. Deputados: tenho a insigne honra de ser recebido por esta honrada Câmara e quero retribuir este gesto, que interpreto como uma homenagem a minha Pátria, declarando que trago ao seu seio o profundo afeto que sente o povo paraguaio pelo povo do Brasil. Selada definitivamente a união de nossos povos, por atos supremos de Governos, que assim interpretam e executam os fraternos sentimentos nacionais, honro-me em manifestar relevantes serviços prestados à causa da fraternidade de nossas nações, hoje consolidada tanto em espírito como em obras. Vossas Excelências assim serviram também, Honrados Deputados, no ideal da América uma vez que a união da grande família americana deve iniciar-se pela união entre povos amigos e vizinhos, para cumprir o propósito bolivariano, em um todo harmônico continental. Hoje, nossos céus e nossas terras se estendem para receber o abraço de nossos povos, por intermédio da aviação, das pontes e dos caminhos. Nesse abraço associam-se, ao mesmo tempo, nosso amor à paz e à concórdia internacional, assim como nossos esforços para a efetivação do progresso. A política de cooperação executada pelo Brasil, e que hoje permite ao Paraguai dispor-se a lutar, com mais probabilidades de vencer os obstáculos da mediterraneidade, será eternamente reconhecida por minha Pátria. E a História dirá Honrados Deputados, que as sábias e patrióticas decisões de V. Excias. contribuíram para uma obra de bem comum internacional. Por todos estes motivos, honro-me em saudar V. Excias., Honrados Deputados, bem como os líderes autênticos da confraternidade americana, e deixo nesta Casa a constância do eterno reconhecimento e do profundo carinho do Paraguai ao Brasil.

### Desenvolvimento econômico

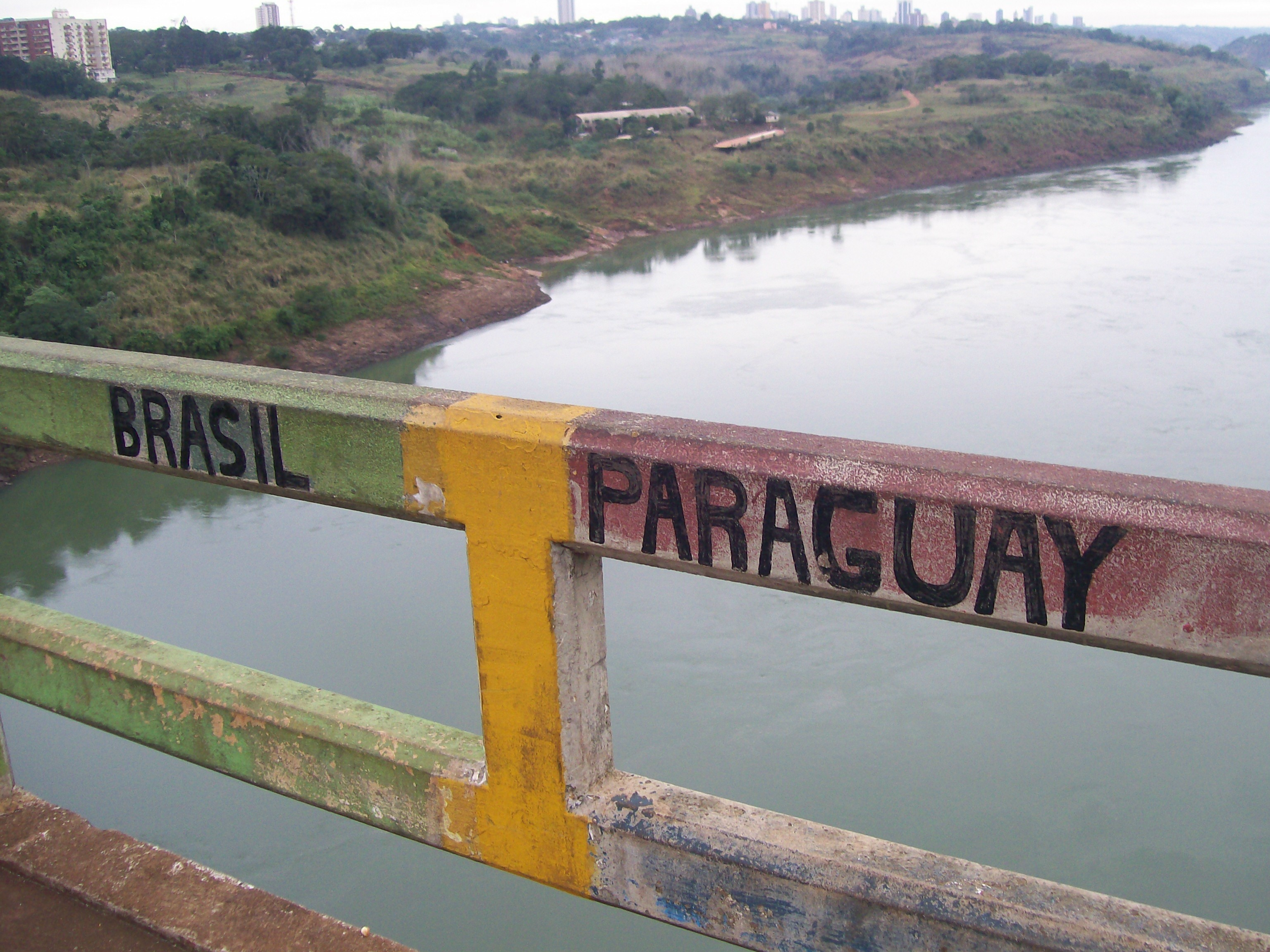
Corrimão da Ponte Internacional da Amizade, na fronteira entre ambos os países

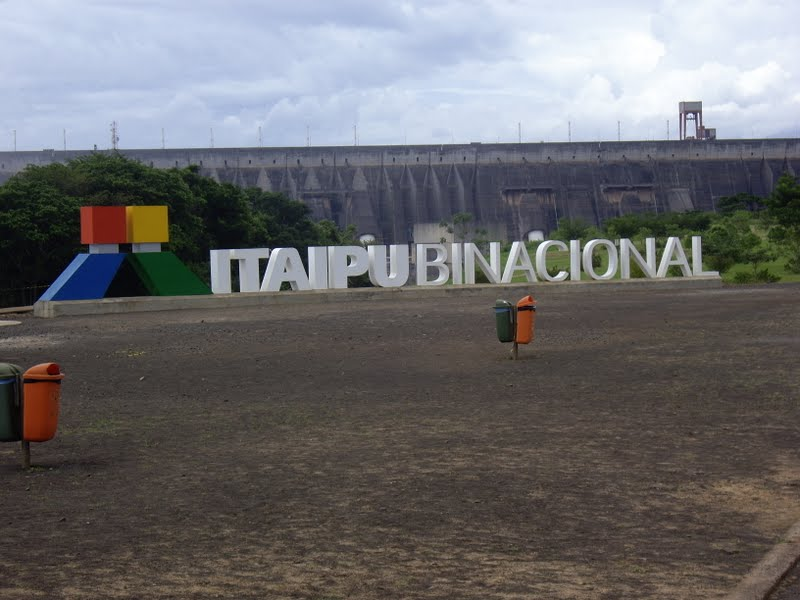
Escultura do logotipo da Itaipu Binacional, empresa binacional formada pelos dois países

Como já abordado, o objetivo do governo Alfredo Stroessner era modernizar o Paraguai e o Brasil seria o principal aliado político e econômico do país. A ascensão do general ao poder promoveu um afastamento do Paraguai com a Argentina e de sua influência nas mais diversas áreas. Tal medida se encontrava em alinhamento com a política externa brasileira à época, que desejava diminuir a influência argentina sob território paraguaio.
O presidente brasileiro Juscelino Kubitschek, que tomou posse em janeiro de 1956, era adepto do ideal nacional-desenvolvimentista, esforçou-se para realizar uma aproximação com o Paraguai, que se estenderia por décadas. Já em maio daquele ano, Stroessner e JK assinaram o tratado de construção da Ponte Internacional da Amizade, que liga as cidades de Foz do Iguaçu e Ciudad del Este, que à época se chamava Puerto Presidente Stroessner. Em outubro de 1956, os presidentes inauguraram, na cidade de Foz do Iguaçu, a obra de construção da ponte internacional, localizada sobre o rio Paraná. A ponte viabiliza a ligação terrestre, de 1.200 quilômetros, entre Assunção e Paranaguá e sua construção e custeio ficaram por conta do Brasil. A ponte seria inaugurada apenas em 1965.
O envolvimento brasileiro com o Paraguai foi importante para a expansão e desenvolvimento do país, principalmente no setor agrícola. Houve crescimento econômico na agricultura durante boa parte da década de 1970, expansão de empregos, aumento da expectativa de vida e de pessoas alfabetizadas.
Adiante, ao longo do período do regime militar brasileiro, o tratado bilateral de maior importância foi o Tratado de Aproveitamento Hidrelétrico do Rio Paraná entre o Brasil e o Paraguai para a Construção da Usina Hidrelétrica de Itaipu, comumente conhecido como Tratado de Itaipu, assinado em 1973 por ocasião da visita do presidente Stroessner ao Brasil. O objetivo era aproveitar o potencial hidrelétrico do Rio Paraná. Tendo sido inaugurada apenas em maio de 1985, a usina de Itaipu gerou benefícios tanto para o Brasil, quanto para o Paraguai, promovendo a circulação de trabalhadores, mercadorias e, principalmente, a produção de energia obtida na hidrelétrica, responsável por cerca de 17% da energia consumida no Brasil e 76% do consumo paraguaio. Por fim, pode-se atestar que a aproximação do Paraguai com o Brasil se mostrou benéfica não só para o desenvolvimento econômico do país, mas mesmo para a consolidação da ditadura de Alfredo Stroessner, que compreendeu que para o seu regime se manter forte necessitava do capital externo, no caso o brasileiro, para revitalizar a economia e infraestrutura do país.